# حه لجه كبير
حه لجه كبير وهي ناحية تقع في قضاء قوشتبة في محافظة أربيل شمال العراق.